# Râul Râoaia
Râul Râoaia sau Râul Roata sau Râul Roia este un curs de apă, în județul Maramureș, afluent al râului Lăpuș. Se formează la confluența brațelor Râoaia Mare și Râoaia Mică

## Hărți
- Harta județului Maramureș
- Harta muntii Gutâi  Arhivat în 4 martie 2016, la Wayback Machine.
- Harta zonei turistice Budești-Băiuț
- Harta munții Lăpuș [nefuncțională]